# Bahnhof Quesnel-Beaufort
| Bahnhof Quesnel-Beaufort | Bahnhof Quesnel-Beaufort |
| --- | ------------------------ |
| Drei von Decauville-Dampfloks der Baureihe Progrès ge- zogene Feldbahnzüge mit Munition des Kalibers 220 mm                                                         |                          |
| Bahnhof Le Quesnel von 1916 auf einer Karte von 2020 Streckenverlauf und Schützengräben auf einer britischen Militärkarte vom 4. Juli 1918 (Ausgabe im August 1918) |                          |
| Spurweite: | 1000 mm und 600 mm       |
| |                          |

Der Bahnhof Quesnel-Beaufort war ein 1889 bis 1948 genutzter Bahnhof zwischen Le Quesnel und Beaufort-en-Santerre im Département Somme in Frankreich.

## Geschichte

### Meterspurbahn
Der Bahnhof lag an der Meterspurbahn Fricourt–Rosières–Montdidier des Réseau Albert, die am 28. Juni und 26. Oktober 1889 abschnittsweise eröffnet wurde.
Zu Beginn des Ersten Weltkriegs, vor und während der Schlacht an der Somme, wurde die Strecke zwischen Montdidier und Rosières von der französischen Armee betrieben. Ein drittes Gleis wurde hinzugefügt, um diesen Abschnitt als Dreischienengleis mit den Spurweiten 1000 mm und 600 mm zu nutzen. Die Strecke nördlich von Rosières wurde stillgelegt. Eine Zweigstrecke wurde gebaut, um das Hauptquartier der französischen Feldbahn im Somme-Sektor bei Etelfray zu bedienen. Die Strecke wurde während der Frühjahrsoffensive von den Deutschen eingenommen. Eine Reihe von Brücken wurde zerstört.
Der teilweise zerstörte Bahnhof wurde im September 1921 wieder eröffnet, als die Strecke zwischen Montdidier und Rosières wieder in Betrieb genommen wurde. Am 15. April 1948 wurde der Bahnhof geschlossen, als die Strecke südlich von Froissy für den Personen- und Güterverkehr stillgelegt wurde.

### Feldbahn
Die Feldbahn mit einer Spurweite von 600 mm diente während der Schlacht an der Somme vom 1. Juli bis 18. November 1916 vor allem dem Transport von zerlegten Geschützen und Munition mit einem Kaliber von 220 mm.

### Munitionslager
| Kaliber | Dez. 1914 | Jun. 1915 | Sep. 1915 | Dez. 1915 | Jun. 1916 | Sep. 1916 |
| ------- | --------- | --------- | --------- | --------- | --------- | --------- |
| 220 mm  | 70        | 541       | 1586      | 157       | 1420      | 2475      |

Bei Le Quesnel gab es ein Munitionslager zur Versorgung der an der Front gelegenen Geschütze und Schützengräben. In der Gegend gab es Feldbahnstrecken von Mézières, nach Cayeux, Caix und darüber hinaus. Eine Zweigstrecke bog in Beaucourt von der Stammstrecke ab und führte über das Croix de la Rue de Caix am Dorfeingang von Le Quesnel bis zum Feldbahnhof, der außerhalb der Schussweite der feindlichen Artillerie lag.
Große Lagerhäuser umgaben das Dorf im Südwesten, Nordwesten und Nordosten. Sie erstreckten sich vom östlichen Dorfrand bis jenseits des Friedhofs. Das Hauptlager lag mitten im Dorf, auf einer Weide.

### Le Petit Hangest
Südlich des Dorfes wurde auf der Trasse der Normalspurbahn von Fresnoy-en-Chaussée nach Bouchoir beim Gehöft Le Petit Hangest, das bereits zu Lignières gehört, ein Petit Hangest genanntes 40-cm Eisenbahngeschütz aufgestellt.

### Bombardierung
Am 14. August 1916 entdeckten deutsche Beobachter die Decauville-Bahn und bombardierten ihre Gleise. Das Munitionslager war nur 25 m von der Strecke entfernt. Wäre das Munitionslager getroffen worden, wäre voraussichtlich das ganze Dorf in die Luft gesprengt worden.  Nach der Bombardierung der Feldbahngleise wurden die ersten Artilleriegeschosse mit 17 britischen Lastwagen abgeholt, um sie in Sicherheit zu bringen. Es dauerte mehr als drei Wochen, um die restlichen Geschosse mit der wiederhergestellten Decauville-Bahn abzutransportieren.
Die Schlacht an der Somme wurde am 18. November 1916 abgebrochen, ohne eine militärische Entscheidung herbeigeführt zu haben, nachdem über eine Million Soldaten getötet oder verwundet worden waren oder vermisst wurden. Die Feldbahn wurde daraufhin bedeutungslos und abgerissen.